# Petra Kilian
Petra Kilian (* 2. Februar 1965 in Lage) ist eine deutsche Kostümbildnerin und Künstlerin.

## Leben und Leistungen
Petra Kilian besuchte nach einer von 1984 bis 1986 absolvierten Schneiderlehre eine Modehochschule, bevor sie ab 1989 bis 1994 als freiberufliche Kostümassistentin arbeitete. Seit 1995 ist sie regelmäßig als Kostümdesignerin beim deutschen Film beschäftigt und arbeitete u. a. mit vielen Regisseuren zusammen. 2003 wurde sie für den Fernsehfilm Mit dem Rücken zur Wand für den Deutschen Fernsehpreis nominiert und ebenfalls 2017 für den Fernsehfilm Der Fall Jakob von Metzler. Sie ist Mitglied der Deutschen Filmakademie und der Deutschen Akademie für Fernsehen.
Zwischen 2006 und 2008 designte sie gemeinsam mit der Sängerin Nena die Modelinie „laugh + peas“.
Seit 2005 arbeitet sie auch als Konzeptkünstlerin.

## Filmografie (Auswahl)
- 2002: Mit dem Rücken zur Wand
- 2002: Vivre me tue
- 2003: Tochter meines Herzens
- 2004: Süperseks
- 2005: Die unlösbaren Fälle des Herrn Sand
- 2006: Die Abrechnung
- 2007: Einfache Leute
- 2008: Das Feuerschiff
- 2008: Ghosted
- 2009: 30 Tage Angst
- 2010: Die Toten vom Schwarzwald
- 2011: Der Himmel hat vier Ecken
- 2011: Leg ihn um – Ein Familienfest
- 2012: Der Fall Jakob von Metzler
- 2012: Lösegeld
- 2012: Nur eine Nacht
- 2012: Mord in Eberswalde
- 2013: Der Tote im Watt
- 2013: Zwei allein
- 2014: Tatort: Das Muli
- 2015: Wer aufgibt ist tot
- 2016: Am Ruder
- 2017: Zarah – Wilde Jahre
- 2018: Das Leben vor mir
- 2018: Get Lucky – Sex verändert alles
- 2019: Schlaf
- 2019: Die Getriebenen
- 2019: Ein nasser Hund